# Живко Јузбашић
Живко Јузбашић (Јошавица, 18. мај 1924 — Загреб, 20. октобар 2015) био је учесник НОБ-а, пуковник ЈНА, политичар и привредник.
Први је Србин који је постао члан Владе Републике Хрватске од самосталности.

## Биографија
Гимназију је завршио 1940. године у Петрињи, где је похађао и Учитељску школу до окупације Југославије 1941. године.
Рано се опредјељује за леви покрет па је већ 3. маја 1941. године постаје члан комунистичке партије, од кад активно учествује у антифашистичком покрету на Банији. Са Седмом банијском дивизијом прошао је и непријатељске офанзиве на Неретви и Сутјесци. По завршетку рата као мајор остаје на разним дужностима у Југословенској народној армији. Пензионисан је 1961. у чину пуковника.
Био је помоћник директора Института за историју радничког покрета Србије 1962. и 1963. године. Био је председник Скупштине општине Петриња од 1963. до 1967. године, посланик у Савезној скупштини СФР Југославије од 1963. до 1965. године и заступник у Сабору СР Хрватске од 1965. до 1969. године.
Био је генерални директор Месне индустрије „Гавриловић“ од 1967. до 1973. године када је демонстративно даје оставку незадовољан с актуелном пољопривредном политиком. Позитивну оцену његовог рада и остварених резултата дао је тим поводом и Председник Југославије Јосип Броз Тито.
Од јула 1991. до августа 1992. године био је нестраначки министар у 3. Влади Републике Хрватске, познатој као Влада демократског јединства. На инсистирање Фрање Туђмана прихватио је министарско место у Влади. У то време, са Миланом Ђукићем, председником Српске народне странке, покренуо је иницијативу за формирањем српске бригаде Хрватске Војске „Никола Тесла" у коју се јавило преко 2 хиљаде Срба. Министри у Влади демократског јединства Гојко Шушак, Босиљко Мишетић и Андрија Хебранг ову идеју су одбацили са образложењем да би припадници те бригаде прешли на другу страну.
Министарски мандат у Влади Јузбашићу престаје августа 1992. године када се на позив Ивице Рачана кандидује као нестраначка личност на листи СДП-а за парламентарне изборе 1992. године на којима бива изабран у Хрватски сабор као представник српске националне мањине. Незадовољн политиком СДП-а према Србима у Хрватској заједно са неколицином Срба из Клуба СДП-а оснива Клуб независних посланика у Хрватском сабору.
Био је међу оснивачима Хрватског хелсиншког одбора, те 1994. године један је од оснивача политичке странке Акција социјалдемократа Хрватске, чији је председник био Мико Трипало. Резервни је генерал-мајор Хрватске војске.
Носилац је више партизанских одликовања и признања. Због дискриминаторског Закона о откупу војних станова те додели одликовања лицима осумњиченим за ратне злочине, одбио је два одликовања којима га је у поводу 50. годишњице победе над фашизмом одликовао председник Републике Хрватске Фрањо Туђман.
Био је члан Савета за ратне ветеране председника Републике Хрватске Иве Јосиповића.